# (6515) Giannigalli
(6515) Giannigalli es un asteroide perteneciente al cinturón de asteroides, región del sistema solar que se encuentra entre las órbitas de Marte y Júpiter.
Fue descubierto el 16 de junio de 1988 por Eleanor F. Helin  desde el Observatorio Palomar.

## Designación y nombre
Designado provisionalmente como 1988 MG, fue llamado así por el astrónomo aficionado italiano Gianni Galli (nacido en 1963) quien es un asiduo observador de planetas menores desde el Observatorio GiaGa en Milán y desde Suno en Novara. 

## Características orbitales
Giannigalli está situado a una distancia media del Sol de 2,283 ua, pudiendo alejarse hasta 2,629 ua y acercarse hasta 1,937 ua. Su excentricidad es 0,152 y la inclinación orbital 2,625 grados. Emplea 1259,68 días en completar una órbita alrededor del Sol.

## Características físicas
La magnitud absoluta de Giannigalli es 14,29. 